# Rudzieńsk
Rudzieńsk (biał. Рудзенск) – osiedle typu miejskiego na Białorusi, w obwodzie mińskim w rejonie puchowickim, 2,8 tys. mieszkańców (2010), położone ok. 40 km na południowy wschód od Mińska. Przez miejscowość przechodzi linia kolejowa.
Znajduje się tu stacja kolejowa Rudzieńsk, położona na linii Homel – Mińsk.

## Historia
Wieś szlachecka położona była w końcu XVIII wieku w powiecie mińskim województwa mińskiego.
Podczas okupacji hitlerowskiej, we wrześniu 1941 roku Niemcy utworzyli getto dla żydowskich mieszkańców. Przebywało w nim około 300 osób. W październiku 1941 roku Niemcy zlikwidowali getto, a Żydów zamordowano. Sprawcami zbrodni byli Niemcy z 707 kompanii pionierów, 11 rezerwowego batalionu policji oraz litewski 12 Schutzmannschaft batalion. 